# Exportvärde
Exportvärde är det sammanlagda värdet av all export och skall jämföras med nettoexportvärdet som är skillnaden mellan värdet av den sammanlagda exporten och den sammanlagda importen. Detta värde kan förstås vara negativt.